# Miniopterus macrocneme
Miniopterus macrocneme е вид бозайник от семейство Гладконоси прилепи (Miniopteridae).

## Разпространение
Видът е разпространен във Вануату, Индонезия, Нова Каледония, Папуа Нова Гвинея и Соломонови острови.